# Percival Everett

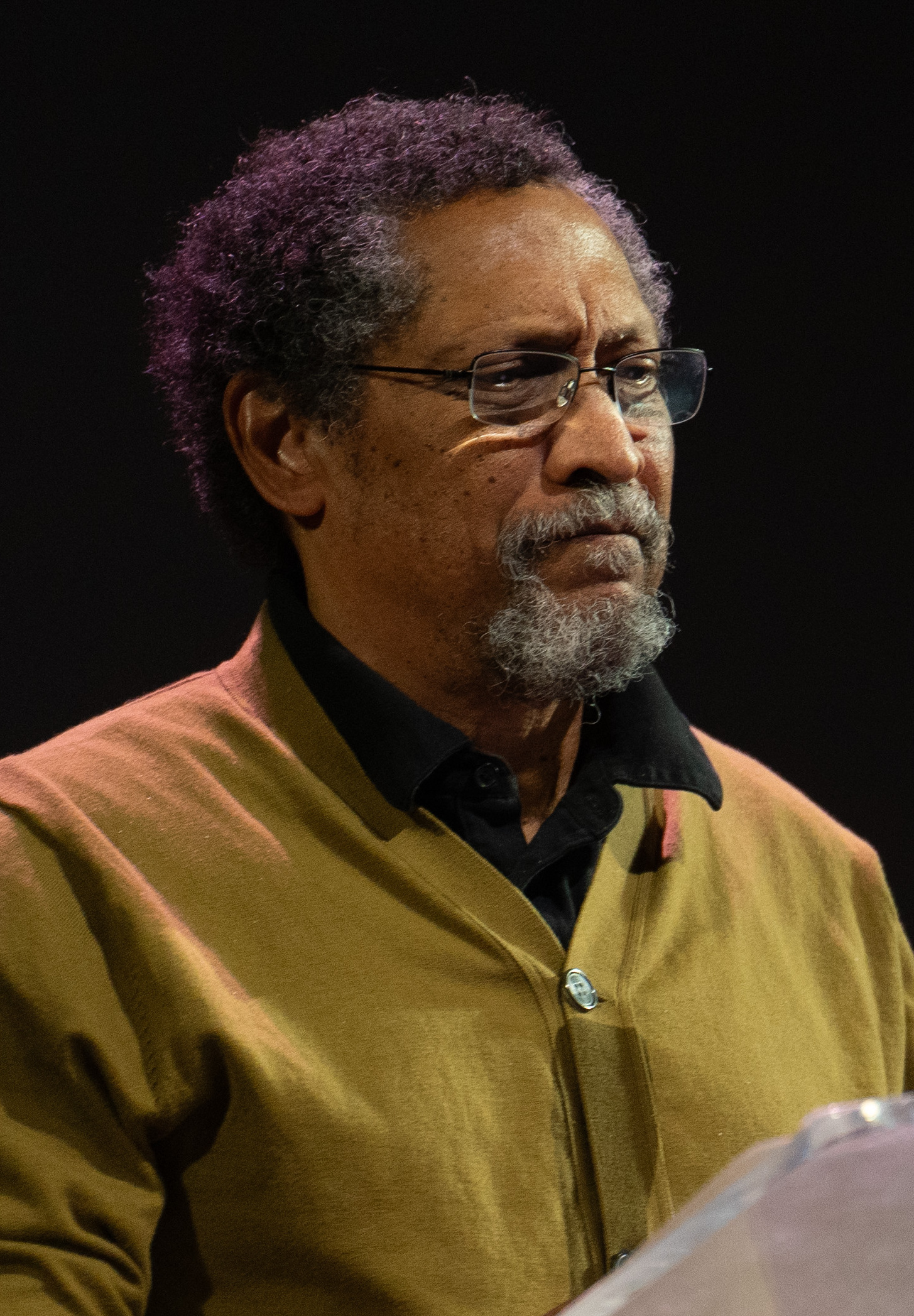
Percival Everett (2024)

Percival Everett (* 22. Dezember 1956 in Fort Gordon, Georgia) ist ein US-amerikanischer Schriftsteller und Professor für Englisch an der University of Southern California.
Für seinen Roman James erhielt er 2025 den Pulitzer-Preis für Belletristik.

## Leben und Werk
Everett studierte an der Brown University und verfasste noch während des Studiums mit Suder seinen ersten Roman, der 1983 veröffentlicht wurde. Seither veröffentlichte er über 30 Romane, Erzählungen und Lyrikbände. Mit The One That Got Away erschien 1992 auch ein Kinderbuch von ihm. Sein 2001 veröffentlichter Roman Erasure (dt. Titel: Ausradiert) war darüber hinaus im Jahr 2023 die Vorlage für den preisgekrönten Spielfilm Amerikanische Fiktion.
Seit 2007 hält er an der University of Southern California eine Professur für Englisch. Er ist mit der Autorin Danzy Senna verheiratet und lebt mit ihr und den beiden gemeinsamen Söhnen in Los Angeles.
2016 wurde Everett in die American Academy of Arts and Sciences gewählt. Seit 2023 ist er Mitglied der American Academy of Arts and Letters.
Sein Roman Telephone war 2021 Finalist für den Pulitzer-Preis. Im selben Jahr wurde er mit dem Ivan Sandrof Lifetime Achievement Award der National Book Critics Circle Awards ausgezeichnet. Für seinen satirischen Thriller The Trees (dt. Titel Die Bäume) erhielt er 2022 den Bollinger Everyman Wodehouse Prize und war auch damit für den Booker Prize nominiert. Im gleichen Jahr wurde er für The Trees auch mit den Anisfield-Wolf Book Award in der Kategorie „Fiction“ ausgezeichnet. Everett erhielt für sein Gesamtwerk 2023 den mit 165.000 US-Dollar dotierten Windham–Campbell Literature Prize. Mit seinem Roman James stand er 2024 auf der Liste der Finalisten für den National Book Award for Fiction.
Darüber hinaus wurde er unter anderem mit dem Arts and Letters Award for Literature in 2003 der American Academy of Arts and Letters und dem Premio Gregor von Rezzori ausgezeichnet.

## Politische Einstellungen
Im Oktober 2024 gehörte Everett zu den Unterzeichnern eines Aufrufs zum Boykott israelischer Kulturinstitutionen, „die an der überwältigenden Unterdrückung der Palästinenser mitschuldig sind oder diese stillschweigend beobachtet haben“.

## Werke (Auswahl)

### Romane
- Suder (1983)
- Walk Me to the Distance (1985)
- Cutting Lisa (1986)
- Zulus (1990)
- For Her Dark Skin (1990)
- God's Country (1994)
  - God's Country, dt. von Susann Urban, Edition Büchergilde, Frankfurt am Main/Wien/Zürich 2014, ISBN  978-3-86406-035-9
- Watershed (1996)
- The Body of Martin Aguilera (1997)
- Frenzy (1997)
- Glyph (1999)
- Grand Canyon, Inc. (2001)
- Erasure (2001)
  - Ausradiert; Jens Seeling Verlag, Frankfurt am Main 2008, ISBN 978-3-938973-08-0
- A History of the African-American people (proposed) by Strom Thurmond, as told to Percival Everett and James Kincaid (zusammen mit James R. Kincaid / 2004)
- American Desert (2004)
- Wounded (2005)
- The Water Cure (2007)
- I Am Not Sidney Poitier (2009)
  - Ich bin nicht Sidney Poitier, dt. von Karen Witthuhn, Luxbooks, Wiesbaden 2014, ISBN 978-3-939557-09-8
- Assumption (2011)
- Percival Everett by Virgil Russell: A Novel (2013)
- So Much Blue (2017)
- Telephone (2020)
  - Erschütterung, dt. von Nikolaus Stingl, Hanser, München 2022, ISBN 978-3-446-27266-8
- The Trees (2021)
  - Die Bäume, dt. von Nikolaus Stingl, Hanser, München 2023, ISBN 978-3-446-27625-3[14]
- Dr. No (2022)
- James: A Novel. Doubleday Publishers, 2024
  - James, dt. von Nikolaus Stingl, Hanser, München 2024, ISBN 978-3-446-27948-3[15]

### Erzählungen
- The Weather and Women Treat Me Fair: Stories (1987)
- Big Picture: Stories (1996)
- Damned if I do: Stories (2004)
- Half an Inch of Water (2015)

### Lyrik
- re:f (gesture) (2006)
- Abstraktion und Einfühlung (mit Chris Abani / 2008)
- Swimming Swimmers Swimming (2010)
- There Are No Names for Red (mit Abani; Bilder von Percival Everett / 2010)
- Trout's Lie (2015)
- The Book of Training by Colonel Hap Thompson of Roanoke, VA, 1843: Annotated From the Library of John C. Calhoun (2019)
- Sonnets for a Missing Key and some others. (2024)

### Kinderbuch
- The One That Got Away (mit Dirk Zimmer) (1992)